# Prostituição em janela

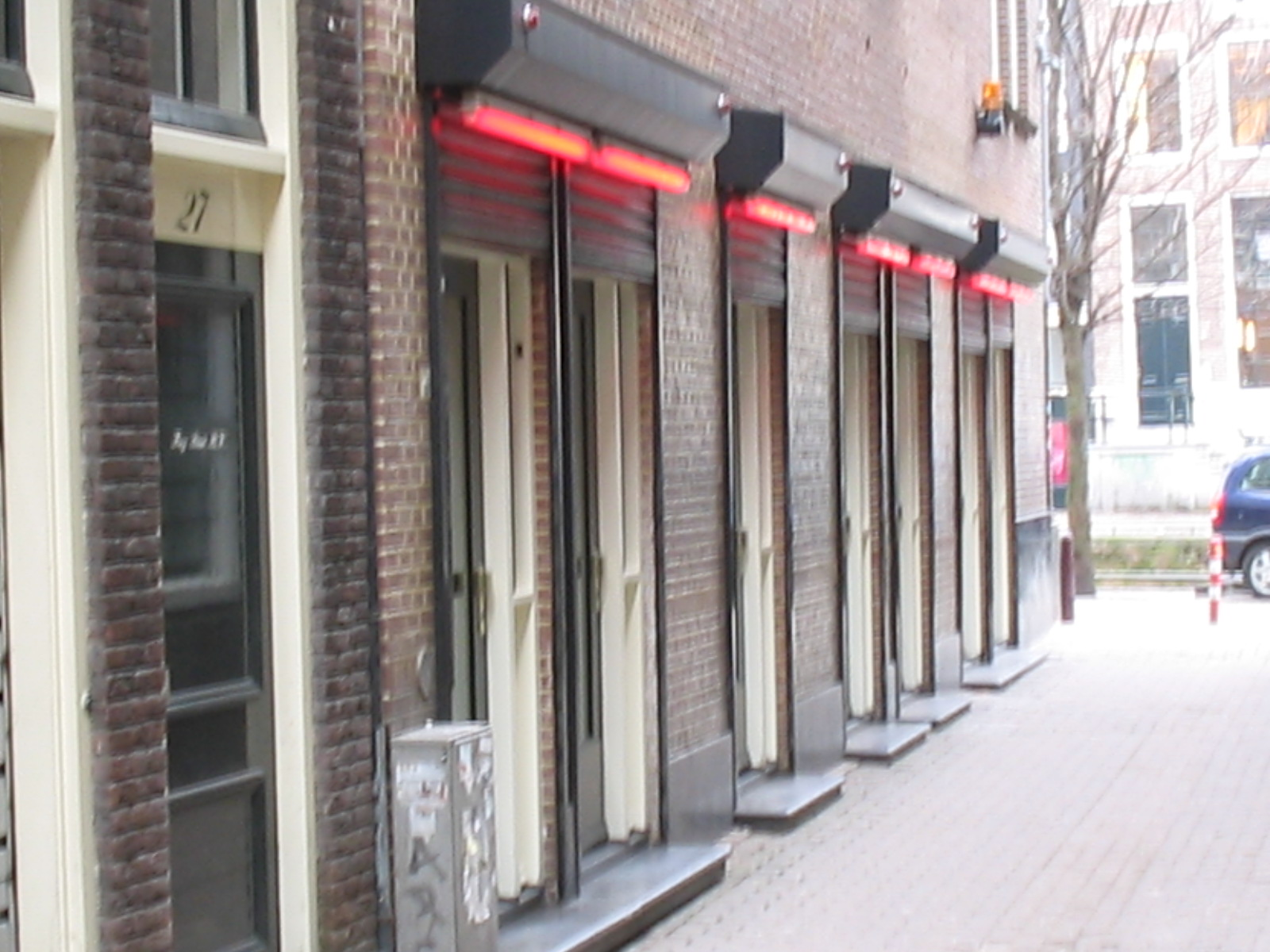
Janelas com lâmpadas vermelhas no bairro da luz vermelha de Amsterdã

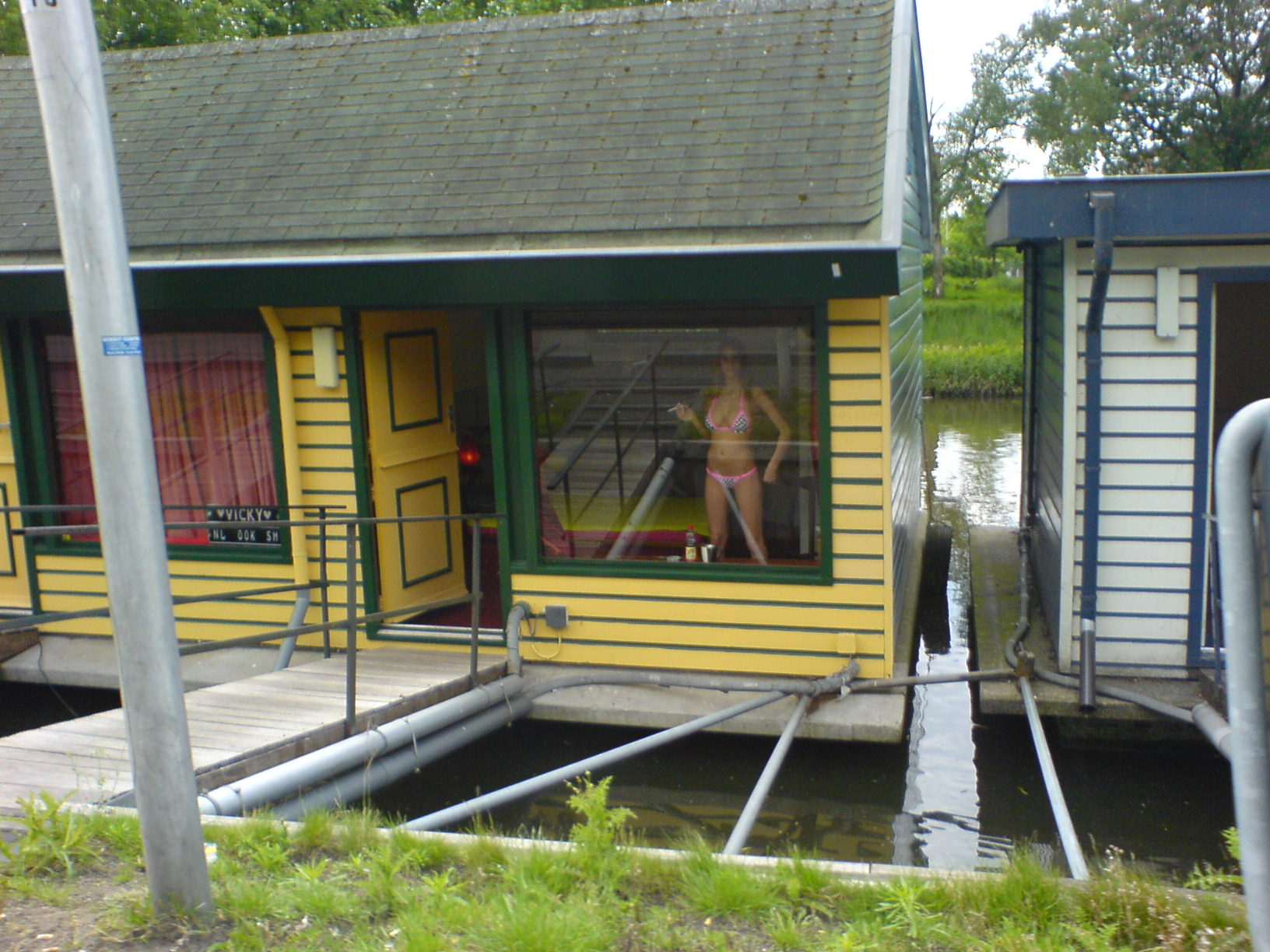
Prostituta em janela de barco em Utrecht

Prostituição em janela é uma forma de prostituição comum nos Países Baixos e nos países vizinhos. A prostituta aluga uma janela mais um espaço de trabalho de um operador de janelas por um determinado período, frequentemente por dia ou parte dele. A prostituta é também independente, recrutando seus próprios clientes e negociando o preço e os serviços a serem prestados.

## Práticas holandesas

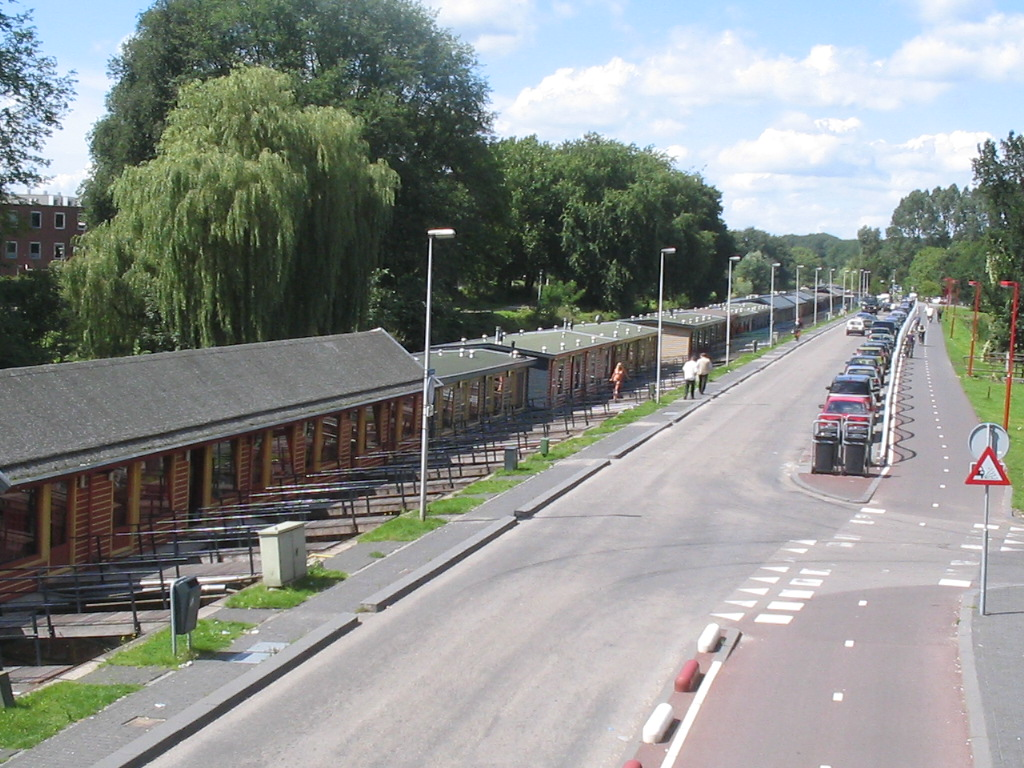
A prostituição em janela em Utrecht ocorria em barcos-casa no Vecht até serem fechados pela câmara municipal.

A prostituição em janela foi originalmente uma forma típica de prostituição holandesa. Essa forma surgiu devido à proibição de solicitação nas ruas ou em entradas no antigo bairro da luz vermelha de Amsterdã ao redor da antiga igreja. No início, as cortinas ficavam completamente fechadas; à medida que a moral sexual se tornou menos rigorosa, as cortinas foram se abrindo cada vez mais. Quando as cortinas estavam totalmente abertas, o processo continuava com a redução gradual das peças de roupa usadas pela prostituta. Atualmente, as cortinas só se fecham quando a prostituta tem um cliente.
Existem cerca de 1.270 janelas usadas para prostituição nos Países Baixos. Em Amsterdã, os bairros tradicionais de prostituição em janela são o bairro da luz vermelha, a área ao redor do Singel e a Ruysdaelkade. Em Roterdã, a prostituição em janela não é tolerada desde os anos setenta. Em Haia, ocorre na Hunsestraat, na Geleenstraat e na Doubletstraat. Em Alkmaar, há uma área de tolerância para janelas na Achterdam. Em Arnhem, o Spijkerkwartier era o bairro da luz vermelha, mas foi fechado em janeiro de 2006. Em Utrecht, existia, a partir dos anos 1960, uma forma especial de prostituição em janela: as mulheres se sentavam atrás das janelas de barcos-casa atracados ao longo do Zandpad, uma estrada na margem leste do rio Vecht. Em julho de 2013, as autoridades municipais retiraram as licenças.
Trinta por cento das prostitutas nos Países Baixos trabalham atrás de janelas.

## Lista de cidades com prostituição em janela

### Países Baixos
- Alkmaar[4][6] - Achterdam[9]
- Amsterdam[4][6] - De Wallen,[2] Singel,[5] Ruysdaelkade[5]
- Haia[4][6] - Geleenstraat & Hunsestraat[8]
- Deventer[4][6] - Bokkingshang[22]
- Doetinchem[4][6] - Roerstraat
- Eindhoven[4][6] - Edisonstraat/Baekelandplein
- Groningen[4][6] - Distrito da luz vermelha de Groningen
- Haarlem[4][6] - Distrito da luz vermelha de Haarlem[23]
- Heerenveen[6] - Munnikstraat
- Leeuwarden[4][6] - Distrito da luz vermelha de Leeuwarden
- Nijmegen[4][6] - New Market

Antigas:	
- Arnhem - prostituição em janela até 2006[10]
- Roterdã - prostituição em janela até 1981[7]
- Utrecht - prostituição em janela até 2013[4][12]

### Bélgica
- Antuérpia - Schipperskwartier[24]
- Bruxelas - Aarschotstraat (Estação do Norte)[24]
- Gante - "The Glass Street" (Pieter Vanderdoncktdoorgang)[24]
- Ostende - "Hazegras", perto da estação de Ostende[25]
- Charleroi[24]
- Deinze - Kortrijksesteenweg[25]
- Liège[24]
- Sint-Truiden - "Chaussée d'Amour" (Luikersteenweg)[25]

E em muitas estradas fora das áreas urbanas, por exemplo, na estrada de Deinze a Sint-Martens-Latem, há cerca de 60 janelas

### Alemanha
- Aquisgrã (Antoniusstraße)[26]
- Bochum - Im Winkel[26]
- Braunschweig - Bruchstraße[27]
- Dortmund - Linienstraße[36]
- Duisburg - Vulkanstraße[26]
- Düsseldorf[26] - Industriestraße
- Essen - Stahlstraße[26]
- Frankfurt - Bahnhofsviertel[26]
- Hamburgo[27] - Reeperbahn, Herbertstraße[26]
- Karlsruhe - Brunnenstraße[26]
- Mannheim[27] - Lupinestraße
- Nürnberg[27] - Frauentormauer
- Oberhausen - Flaßhofstraße[37]

Duisburg, Colônia e Frankfurt am Main possuem Eroscenters ou Laufhäuser, onde as mulheres trabalham dentro de um edifício atrás de uma janela, muitas vezes em prédios com mais de 6 andares. Ambas as formas estão presentes em Hamburgo.

### Suíça
- Zurique - prostituição em janela até 2003[39]
- Genebra - Les Pâquis, os quatro centros de sexo dos Pâquis - os únicos lugares em Genebra onde as mulheres se sentam atrás de janelas

### Coreia do Sul
- Cheongnyangni 588, Seul - Janelas foram instaladas no bairro da luz vermelha em um programa de melhoria apoiado pelo governo antes dos Jogos Olímpicos de Verão de 1988.[40] O bairro foi fechado para reurbanização em 2016.[41]